# Centre d'Estudis de Dret Ambiental de Tarragona
El Centre d'Estudis de Dret Ambiental de Tarragona (CEDAT) és un centre de recerca propi de la Universitat Rovira i Virgili (URV) creat l'any 2009 que es caracteritza pel seu compromís amb el medi ambient i per adoptar una perspectiva de justícia ambiental. Duu a terme activitats de formació especialitzada en dret ambiental, activitats de recerca, activitats d'assessorament a administracions públiques i activitats de suport a plataformes ciutadanes i organitzacions no governamentals que defensen el medi ambient.
El CEDAT s'ha convertit gradualment en un centre de referència en l'àmbit català, espanyol i internacional pel que fa a dret ambiental i ha sigut la seu de diversos congressos i conferències de rellevància en aquest àmbit científic:
- 2009 - Congrés Espanyol de Dret Ambiental[2]
- 2014 - 12a edició del Col·loqui anual de l'Acadèmica de Dret Ambiental de la Unió Internacional per a la Conservació de la Natura (UICN)
- 2018 - Primer Congrés Català de Dret Ambiental
- 2022 - IX Conferència de l'European Environmental Law Forum[3]

Així mateix, el CEDAT coedita amb la Generalitat de Catalunya la Revista Catalana de Dret Ambiental, una publicació científica compromesa amb la protecció del medi ambient d'accés obert que es publica semestralment des de 2010. A més, entre les seves activitats de formació especialitzada més destacades, hi figura la seva col·laboració amb el Màster universitari en Dret Ambiental de la URV.

## Història[6]
El CEDAT s'origina el 2009 a partir d'una Càtedra dedicada al Dret Ambiental fruit d'una llarga trajectòria de col·laboració en Departament de Dret Públic de la URV en l'àmbit del dret ambiental. A la seva estructura s'hi integra la Clínica Jurídica Ambiental de la URV, una assignatura obligatòria del Màster universitari en Dret Ambiental de la URV que permet al seu estudiantat formar-se com a professionals socialment responsables a través de la redacció de dictàmens i informes jurídics per a entitats, grups o institucions sense ànim de lucre sota la supervisió d'un equip de docents. Una de les aportacions socials més destacades de la Clínica és la seva contribució a l'aprovació de la Llei 10/2023, de 5 d'abril, de benestar per a les generacions presents i futures de les Illes Balears.
L'any 2012 finalitza el conveni entre l'Ajuntament de Tarragona, la Facultat de Ciències Jurídiques de la URV i el Departament de Dret Públic de la URV, i l'any 2017 sorgeix una nova col·laboració entre la URV i l'Ajuntament de Barcelona que pren forma en la Càtedra d'Estudis de Dret Ambiental de Tarragona Alcalde Pere Lloret. La Càtedra porta aquest nom amb el fi de reconèixer la valuosa defensa dels principis democràtics i els valors humans que Pere Lloret, insigne jurista i alcalde tarragoní, va exercir des del govern de la ciutat de Tarragona. Els objectius de la Càtedra són la generació i la socialització del coneixement en l'àmbit del dret ambiental i, en particular, en el món de la gestió i l'administració locals.